# Pilar Vázquez Cuesta
María del Pilar Vázquez Cuesta (Chantada, 25 de abril de 1926 - Santiago de Compostela, 6 de marzo de 2019) fue una escritora y filóloga española.

## Trayectoria
Nació en Galicia en el seno de una familia de origen gallego-castellano. Su madre, Modesta Cuesta Gutiérrez, era de Medina de Rioseco y su padre, Daniel Vázquez Campo, era de Chantada. Se crio en un entorno cultural privilegiado, heredando de su familia paterna el compromiso político gallego y republicano, y de su familia materna, el progresismo ligado a la Institución Libre de Enseñanza.
Creció en Chantada hasta los cinco años cuando la familia se marchó a Madrid para seguir la carrera política de su padre. Residió principalmente en la capital, con estancias temporales en Galicia.
En 1936, realizó su primer año de bachillerato en Madrid. El inicio de la guerra civil española separó a la familia. En 1940, su padre murió en Ribadavia a los 45 años. Durante el conflicto, Pilar Vázquez estaba con su madre en Astorga y se trasladaron luego a Medina de Rioseco y después a Valladolid, donde continuó sus estudios.
Tras la guerra, regresó a Madrid, completando su bachillerato en los Institutos Lope de Vega y Beatriz Galindo, en este último bajo la tutela de la profesora Vicenta Arnal Yarza y el poeta Gerardo Diego, que influyó en su obra. En 1942, consiguió el Premio Extraordinario de Bachillerato.
En 1946, se licenció en la Facultad de Filosofía y Letras de la Universidad Complutense de Madrid, Premio Extraordinario de la Licenciatura de Filología Románica. Uno de sus profesores fue Dámaso Alonso, lo que influyó en su acercamiento a la lengua y literatura portuguesa.
Fue miembro de la tertulia Aldecoa, junto a Eugenio de Nora, Victoriano Crémer y Josefina Aldecoa, que dio origen en 1944 a la revista Espadaña, relacionada con la poesía desarraigada. En esta revista, publicó su primer poema en 1944.
Influenciada por su padre y como respuesta al castellanismo elitista de su familia materna, Pilar Vázquez Cuesta se convirtió, durante la dictadura franquista y la Transición democrática, en un referente intelectual de la lengua gallega y su dimensión cultural dentro de las culturas peninsulares. Introdujo la lengua gallega y la catalana en el programa de estudios de lenguas románicas peninsulares. El galeguismo fue una constante en su trabajo de investigación y creó conexiones con la identidad portuguesa.
Investigó la cultura portuguesa y brasileña y su difusión en España, realizando numerosas investigaciones y traducciones de autores de ambos países. En colaboración con María Albertina Mendes, redactó una gramática portuguesa en español. En ella, dedicó un capítulo al gallego, considerándolo una lengua hermana, y lamentó el escaso interés portugués por las similitudes y constantes culturales gallegas.
En 1945, investigó en el Archivo Histórico Nacional. Además, llevó a cabo varios estudios sobre Eduardo Pondal, Rosalía de Castro, Manuel Curros Enríquez, Ramón Cabanillas, Castelao, Otero Pedrayo, Blanco Amor, Luís Seoane, Álvaro Cunqueiro y Lamas Carvajal, entre otros.
En 1946 recibió una beca del Instituto de Cultura de Portugal con la que pudo investigar junto a Carmen Martín Gaite, además de obtener el Diploma de Lengua Portuguesa en la Universidad de Coimbra y conocer a Miguel Torga y al antropólogo Jorge Dias.
En 1948 se convirtió en profesora de Lengua y Literatura portuguesa en la Escuela Central Superior de Comercio, siendo la primera en España. En 1949, se publicaron sus primeras traducciones de los Poemas ibéricos de Miguel Torga en la revista Espadaña.
Impartió clases de Lengua y Literatura Portuguesa en la Universidad Complutense. En 1961, defendió su tesis doctoral titulada “El concepto de España y de los españoles en la literatura portuguesa de los siglo XIX y XX”. En 1962 ganó por oposición el título de Profesora Adjunta de Filología Romántica.
En 1976, obtuvo, por oposición, la plaza de agregada de Lengua y Literatura Portuguesa en la Universidad de Salamanca. En 1982 se convirtió en la primera Catedrática española en dicha disciplina. Fue profesora en esa universidad hasta 1988. Ese mismo año, regresó a Galicia gracias a la creación de la Cátedra de Portugués en la Facultad de Filología de la Universidad de Santiago de Compostela, puesto que ocupó hasta su jubilación en 1991, año en que fue nombrada Catedrática Emérita de Filología Gallega y Portuguesa.
Estuvo vinculada al Seminario de Estudos Galegos y su labor investigadora tanto antes como después de la guerra civil, estuvo centrada también en temas como la Universidad de Santiago, la colonización americana, la emigración gallega a América y la catalogación de patrimonios iberoamericanos en la Biblioteca Nacional de Madrid.

## Reconocimientos
En 1996 le fue concedida la Medalla Castelao. En 2002 fue investida Doctora Honoris Causa por la Universidad de Lisboa.
En 2020, fue incluida dentro del proyecto “Mujeres Investigadoras en los Archivos Estatales (1900-1970)” para la descripción archivística y creación de un micrositio específico en el Portal de Archivos Españoles (PARES), desarrollado entre 2020-2023. Este proyecto ha sido impulsado por la Subdirección General de Archivos Estatales, con el objetivo visibilizar la labor de investigación realizada en España por las mujeres en el intervalo 1900-1970 partiendo de los registros documentales que se conservan en los Archivos de Gestión de los AAEE del Ministerio de Cultura (el Archivo Histórico Nacional, el Archivo de la Corona de Aragón, el Archivo General de Simancas, el Archivo General de Indias, el Archivo de la Real Chancillería de Valladolid, el Archivo General de la Administración y el Centro de Información Documental de Archivos).

## Familia
Su madre, Modesta Cuesta, estudió Magisterio en Valladolid antes de la guerra y fue la primera mujer licenciada en Farmacia por la Universidad de Santiago de Compostela. Después de la guerra, se unió al Cuerpo de Archivos, Bibliotecas y Museos, trabajando en la Biblioteca Nacional de España. Su padre, Daniel Vázquez Campo, fue diputado en las constituyentes de 1931 por la ORGA.
Su tía, Luisa Cuesta Gutiérrez, realizó estudios universitarios en Valladolid y Santiago de Compostela, ya habiendo sido profesora antes de la guerra civil, y también trabajó en el cuerpo de Archivos, Bibliotecas y Museos.

## Publicaciones

### Ensayo
- Gramática portuguesa (1949). Con Mendes da Lus, María Albertina (en español). Gredos. Madrid Reeditada. II vols.
- A poesía portuguesa actual (1976). Editorial Nacional. Madrid Ed. bilingüe español-portugués. 406 páginas ISBN 9788427603318.
- A língua e a cultura portuguesas no tempo dos Filipes (1988). Europa-América. En portugues 152 páginas
- O que um falante de português deve saber acerca do galego (2002). Colibri. Cátedra de Estudos Galegos da Universidade de Lisboa. En portugués.

### Obras colectivas

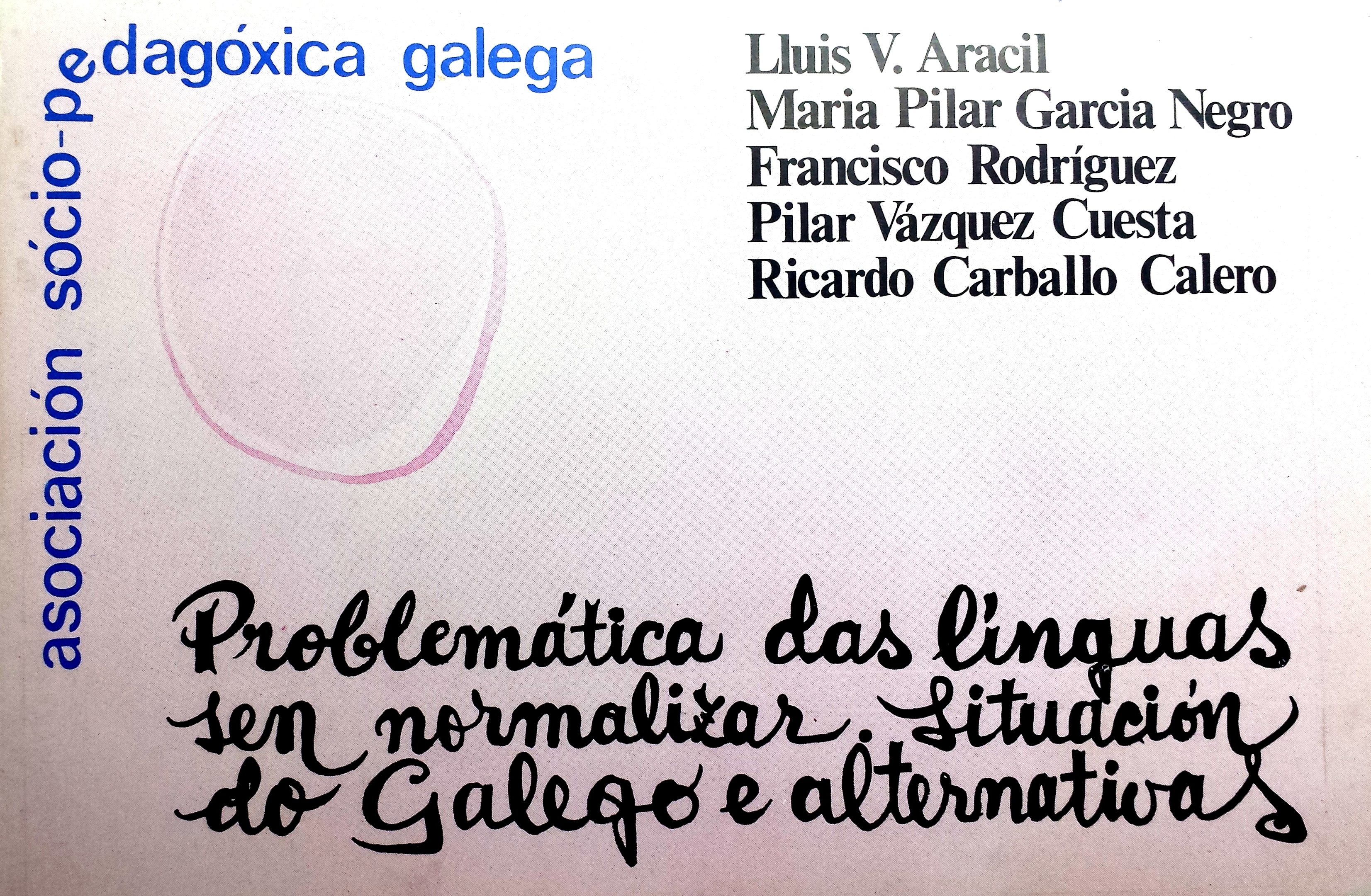
El problema de las lenguas sin normalización. Situación del gallego y alternativas, 1980.

- Problemática das línguas sen normalizar. Situación do galego e alternativas, 1980, AS-PG /Xistral.[12]
- Situación e perspectivas do galego, en Congreso sobre a situação da língua portuguesa no mundo, 1985, ICALP, Lisboa.
- Escritores galegos contemporáneos. Participantes no encontro de escritores galegos e portugueses en Compostela, (septiembre de 1991) (1991, Junta de Galicia). Coordinación con Henrique Monteagudo y Fernando Dacosta.

### Obras sobre la autora.
- Homenaje a la profesora Pilar Vázquez Cuesta (1996). Universidad de Santiago. 834 páginas ISBN 9788481214765 .

## Obra en castellano

### Obras colectivas
- Literatura Gallega, en Historia de las literaturas hispánicas no castellanas, 1980, Taurus, Madrid.
- A nosa literatura: unha interpretación para hoxe, 1982, Xistral.